# Alice Rohrwacherová
Alice Rohrwacherová (* 29. prosince 1981, Fiesole) je italská filmová režisérka.

## Život
Narodila se ve Fiesole německému otci a italské matce. Její sestra je herečka Alba Rohrwacherová. Alice Rohrwacherová vystudovala literaturu a filozofii na univerzitě v Turíně. 

## Tvorba
V roce 2005 pracovala jako scenáristka, kameramanka a střihačka na dokumentárním filmu Pierpaola Giarola Un piccolo spettacolo. Prvním filmem, který natočila jako režisérka, byl v roce 2006 dokument Checosamanca.
V roce 2011 debutovala v celovečerním filmu dramatem Destined for Heaven (Corpo celeste), které bylo v roce 2011 promítáno na filmovém festivalu v Cannes. Za tento film obdržela cenu Nastro d'Argento (Stříbrná stuha) v kategorii „Nejlepší nový režisér“ a také mezinárodní debutovou cenu Ingmara Bergmana na Mezinárodním filmovém festivalu v Göteborgu. Sociální drama „Země zázraků“ z roku 2014, které bylo natočeno v italsko-švýcarsko-německé koprodukci, bylo oceněno Velkou cenou poroty na filmovém festivalu v Cannes 2014.
V červnu 2018 se Alice Rohrwacherová stala členkou Akademie filmového umění a věd. V roce 2019 byla jmenována do soutěžní poroty 72. filmového festivalu v Cannes.
Její krátký film Le pupille z roku 2022 o vzpurných dívkách na katolické internátní škole získal nominaci na Oscara na 95. ročníku udílení cen Akademie. V roce 2023 obdržel její čtvrtý celovečerní film La Chimera s Joshem O’Connorem v hlavní roli další pozvání do soutěže v Cannes.

## Filmografie (výběr)

### Celovečerní filmy
- 2011 – Corpo celeste (Corpo celeste)
- 2014 – Zázraky (Le meraviglie)
- 2018 – Šťastný Lazzaro (Lazzaro felice)
- 2023 – Chiméra (La chimera)

### Krátké filmy
- 2015 – De Djess
- 2020 – Ad una mela - trailer festivalu Viennale 2020
- 2020 – Omelia contadina
- 2021 – Quattro strade
- 2022 – Le pupille
- 2023 – Le Fil rouge
- 2024 – Allégorie citadine